# Șevcenkove, Berdeansk
Șevcenkove (în ucraineană Шевченкове) este un sat în comuna Dolînske din raionul Berdeansk, regiunea Zaporijjea, Ucraina.

## Demografie
Componența lingvistică a localității Șevcenkove
     Ucraineană (92,67%)
     Rusă (7,13%)
     Alte limbi (0,2%)
Conform recensământului din 2001, majoritatea populației localității Șevcenkove era vorbitoare de ucraineană (92,67%), existând în minoritate și vorbitori de rusă (7,13%).